# Conus pusillus
Conus pusillus é uma espécie de gastrópode do gênero Conus, pertencente à família Conidae.